# Newgrounds
Newgrounds je americká online zábavní web a společnost. Hostuje obsah generovaný uživateli, jako je hraní her, filmování, zvuk a tvorba uměleckých děl ve čtyřech odpovídajících kategoriích webových stránek. Newgrounds umožňuje návštěvníkům hlasování a hodnocení tvorby uživatelů.
Vlastník webu, Tom Fulp, založil web a společnost v roce 1995. Společnost sídlí v Glenside ve státě Pensylvánie.
Časopis Time zařadil web v roce 2010 na 39. místo seznamu „50 nejlepších webů“.